# Place Jean-Jaurès (Lyon)
 (janvier 2024).
Si vous disposez d'ouvrages ou d'articles de référence ou si vous connaissez des sites web de qualité traitant du thème abordé ici, merci de compléter l'article en donnant les références utiles à sa vérifiabilité et en les liant à la section « Notes et références ».
Pour les articles homonymes, voir Place Jean-Jaurès.
La place Jean-Jaurès est une place de Lyon dans le 7e arrondissement.

## Situation et accès
Elle est délimitée par l'avenue Jean-Jaurès sur son côté ouest et par la rue de Gerland sur son côté est. Sur son côté sud, se trouvent des immeubles et l'école primaire publique François-Auguste-Ravier. Sur son côté nord, une rue fait la jonction entre la rue de Gerland et l'avenue Jean-Jaurès, et permet également d'accéder au parking situé sur la partie ouest de la place.

## Transports
- Place Jean Jaurès est une station de la ligne B du métro de Lyon, qui se situe sur l'avenue Jean-Jaurès à 150 mètres au sud de la place.
- Bus :
  - Avenue Jean-Jaurès :  
  - Rue de Gerland :
- Il y a une station Vélo'v du côté de la rue de Gerland.

## Origine du nom
Le nom de la place fait référence à Jean Jaurès (1859-1914), homme politique socialiste français.